# Alabama Port (Alabama)
Alabama Port es un área no incorporada ubicada en el condado de Mobile en el estado estadounidense de Alabama.

## Geografía
Alabama Port se encuentra ubicada en las coordenadas 30°21′52″N 88°7′0″O / 30.36444, -88.11667.